# Steve Lawrence
Steve Lawrence, vero nome Sidney Liebowitz (New York, 8 luglio 1935 – Los Angeles, 7 marzo 2024), è stato un attore e cantante statunitense, attivo soprattutto a Las Vegas e ad Atlantic City, in coppia con la moglie Eydie Gormé, anche lei cantante e donna di spettacolo, scomparsa nel 2013, con la quale fondò il gruppo Stevie & Eydie, in tour nei maggiori teatri americani fino al 2009.

## Biografia
Nato a New York, da un cantore di strada e imbianchino di origine ebrea, incise la sua prima canzone a 16 anni. Nel 1953 fu ospite musicale fisso dello show serale di Steve Allen, dove conobbe Eydie Gormé, che poi sposò nel 1957 e da cui ebbe due figli, David, divenuto compositore a sua volta, autore di High School Musical, e Michael, morto prematuramente nel 1986.
Nel 1963 fu in testa nelle classifiche americane per due settimane nella Billboard Hot 100 e in Nuova Zelanda con Go Away Little Girl, canzone scritta insieme a Carole King. Nello stesso anno fu a Broadway, nella compagnia dello spettacolo What Makes Sammy Run, ruolo per il quale ottenne una candidatura al Tony Award. In questo periodo la rivista Cash Box lo collocò in testa dal 19 al 26 gennaio con il brano Go Away Little Girl.
Dai primi anni settanta iniziò a esibirsi e Las Vegas con Eydie. Partecipò a molti special televisivi, sempre con la moglie, che gli valsero diversi Emmy Awards, come nel 1978, per i 90 anni di Irving Berlin, Cole Porter e George Gershwin. Nel 1980 apparve anche nel cast del film The Blues Brothers - I fratelli Blues, nella parte di un agente teatrale, riprendendo lo stesso ruolo nel 1998 in Blues Brothers: Il mito continua, seguito del precedente.
Fu guest-star in singoli episodi di molte serie tv, tra le quali il Carol Burnett Show, La signora in giallo, CSI: Crime Scene Investigation, Una mamma per amica e La tata.
Tra il 1990 e il 1991 Lawrence e la moglie girarono il mondo in concerto accompagnando il collega e amico Frank Sinatra nel Diamond jubilee' world tour. Eydie cantò fino al 2009. Nel febbraio 2016 Lawrence riprese a esibirsi, quasi ottantunenne, a tre anni dalla morte della moglie, al McCallum Theatre di Palm Desert, in California.
Nel 2019 dichiarò di essere affetto dalla malattia di Alzheimer. Morì cinque anni dopo per le complicazioni della patologia neurodegenerativa il 7 marzo 2024 all'età di 88 anni.

## Filmografia parziale

### Cinema
- The Blues Brothers, regia di John Landis (1980)
- Anime gemelle (The Lonely Guy), regia di Arthur Hiller (1984)
- Blues Brothers: Il mito continua (Blues Brothers 2000), regia di John Landis (1998)
- The Yards, regia di James Gray (2000)
- Ocean's Eleven - Fate il vostro gioco (Ocean's Eleven), regia di Steven Soderbergh (2001)

### Televisione
- Hardcastle & McCormick (Hardcastle and McCormick) – serie TV, episodio 2x02 (1984)
- La signora in giallo (Murder, She Wrote) – serie TV, episodio 3x18 (1987)
- La tata (The Nanny) – serie TV, 3 episodi (1995-1999)
- Detective in corsia (Diagnosis: Murder) – serie TV, un episodio (2000)
- CSI - Scena del crimine (CSI: Crime Scene Investigation) – serie TV, un episodio (2005)

## Doppiatori italiani
Nelle versioni in italiano delle opere in cui ha recitato, Steve Lawrence è stato doppiato da:
- Carlo Reali in The Blues Brothers - I fratelli Blues
- Claudio De Angelis in Anime gemelle
- Michele Kalamera in La signora in giallo
- Dante Biagioni in La tata
- Franco Zucca in Blues Brothers - Il mito continua
- Pietro Biondi in The Yards
- Michele Gammino in CSI - Scena del crimine
- Oliviero Dinelli in Due uomini e mezzo